# شمایل (مجموعه تلویزیونی)
شمایل یک مجموعه تلویزیونی محصول سال ۱۳۷۵ به کارگردانی احمد قربانی،  می‌باشد که از شبکه یک پخش شد.

## بازیگران
- ثریا قاسمی
- مرتضی ضرابی
- ثریا قاسمی
- فخرالدین صدیق‌شریف
- حسین محب‌اهری
- عزت‌الله رمضانی‌فر
- فرحناز منافی ظاهر
- عباس محبی
- پرویز بشردوست